# Challenger Cup de Voleibol Masculino de 2023
A Challenger Cup de Voleibol Masculino de 2023 foi a 4.ª edição deste torneio anual com promoção da Federação Internacional de Voleibol (FIVB) para a Liga das Nações. O torneio foi sediado em Doha, Catar, de 28 a 30 de julho.
A Turquia conquistou seu primeiro título da competição ao vencer a seleção anfitriã por 3 sets a 2 na decisão, substituindo a China – última equipe desafiante na Liga das Nações de 2023 – na edição de 2024. Na disputa pelo terceiro lugar, a equipe da Ucrânia venceu o Chile por 3 sets a 0.

## Equipes participantes
As seguintes seleções foram qualificadas para a Challenger Cup de 2023.
| Equipe               | Qualificação                                | Qualificação                                | Última participação |
| -------------------- | ------------------------------------------- | ------------------------------------------- | ------------------- |
| Catar                | País-sede                                   | País-sede                                   | 2022                |
| Chile                | Melhor ranqueado                            | CSV                                         | 2022                |
| Tunísia              | Melhor ranqueado                            | CAVB                                        | 2022                |
| República Dominicana | Vice-campeão das Qualificatórias da NORCECA | Vice-campeão das Qualificatórias da NORCECA | Estreante           |
| Turquia              | Campeão da Liga Europeia Ouro de 2023       | Campeão da Liga Europeia Ouro de 2023       | 2022                |
| Ucrânia              | Vice-campeão da Liga Europeia Ouro de 2023  | Vice-campeão da Liga Europeia Ouro de 2023  | Estreante           |
| Tailândia            | Campeão da Challenge Cup Asiática de 2023   | Campeão da Challenge Cup Asiática de 2023   | Estreante           |
| China                | Rebaixado da Liga das Nações de 2023        | Rebaixado da Liga das Nações de 2023        | Estreante           |

## Regulamento
O torneio foi disputado em sistema eliminatório, em partidas únicas, composto por quartas de final, semifinais, disputa pelo terceiro lugar e final. A seleção anfitriã do torneio teve vaga garantida para o torneio e ficou na primeira posição. As sete equipes restantes foram alocadas da 2ª à 8ª posição de acordo com o ranking mundial da FIVB.
Os perdedores das quartas de final são eliminados e ordenados de 5º a 8º na classificação final de acordo com os critérios de desempate entre as equipes.
A equipe campeã garante vaga para a Liga das Nações de 2024.

## Local das partidas
| Doha, Catar        |
| Aspire Sports Hall |
| ------------------ |
|                    |
| Capacidade: 2 500  |

## Resultados
|  | Quartas de final     | Quartas de final |             |   | Semifinais     | Semifinais     |  |  | Final | Final |
|  |                      |                  |             |   |                |                |  |  |       |       |
|  | 28 de julho          |                  |             |   |                |                |  |  |       |       |
|  |                      |                  |             |   |                |                |  |  |       |       |
|  | Catar                | 3                |             |   |                |                |  |  |       |       |
|  | Catar                | 3                | 29 de julho |   |                |                |  |  |       |       |
|  | Tailândia            | 0                |             |   |                |                |  |  |       |       |
|  | Tailândia            | 0                | Catar       | 3 |                |                |  |  |       |       |
|  | 28 de julho          |                  | Catar       | 3 |                |                |  |  |       |       |
|  |                      | Chile            | 0           |   |                |                |  |  |       |       |
|  | Tunísia              | Chile            | 0           | 0 |                |                |  |  |       |       |
|  | Tunísia              |                  | 30 de julho | 0 |                |                |  |  |       |       |
|  | Chile                | 3                |             |   |                |                |  |  |       |       |
|  | Chile                | 3                | Catar       | 2 |                |                |  |  |       |       |
|  | 28 de julho          |                  | Catar       | 2 |                |                |  |  |       |       |
|  |                      | Turquia          | 3           |   |                |                |  |  |       |       |
|  | Turquia              | Turquia          | 3           | 3 |                |                |  |  |       |       |
|  | Turquia              | 29 de julho      |             | 3 |                |                |  |  |       |       |
|  | República Dominicana | 1                |             |   |                |                |  |  |       |       |
|  | República Dominicana | 1                | Turquia     | 3 |                |                |  |  |       |       |
|  | 28 de julho          |                  | Turquia     | 3 |                |                |  |  |       |       |
|  |                      | Ucrânia          | 2           |   | Terceiro lugar | Terceiro lugar |  |  |       |       |
|  | Ucrânia              | Ucrânia          | 2           | 3 | Terceiro lugar | Terceiro lugar |  |  |       |       |
|  | Ucrânia              |                  | 30 de julho | 3 |                |                |  |  |       |       |
|  | China                | 1                |             |   |                |                |  |  |       |       |
|  | China                | 1                | Chile       | 0 |                |                |  |  |       |       |
|  |                      |                  |             |   |                |                |  |  |       |       |
|  | Ucrânia              | 3                |             |   |                |                |  |  |       |       |
|  | Ucrânia              | 3                |             |   |                |                |  |  |       |       |

- Todas as partidas seguem o horário local (UTC+3).

### Quartas de final
| Data   | Hora  |         | Placar |                      | Set 1 | Set 2 | Set 3 | Set 4 | Set 5 | Total | Relatório |
| ------ | ----- | ------- | ------ | -------------------- | ----- | ----- | ----- | ----- | ----- | ----- | --------- |
| 28 jul | 11:00 | Tunísia | 0–3    | Chile                | 19–25 | 23–25 | 23–25 |       |       | 65–75 | Relatório |
| 28 jul | 14:00 | Ucrânia | 3–1    | China                | 25–19 | 25–22 | 23–25 | 25–19 |       | 98–85 | Relatório |
| 28 jul | 17:00 | Catar   | 3–0    | Tailândia            | 26–24 | 25–23 | 26–24 |       |       | 77–71 | Relatório |
| 28 jul | 20:00 | Turquia | 3–1    | República Dominicana | 25–20 | 25–17 | 24–26 | 25–19 |       | 99–82 | Relatório |

### Semifinais
| Data   | Hora  |         | Placar |         | Set 1 | Set 2 | Set 3 | Set 4 | Set 5 | Total   | Relatório |
| ------ | ----- | ------- | ------ | ------- | ----- | ----- | ----- | ----- | ----- | ------- | --------- |
| 29 jul | 16:00 | Turquia | 3–2    | Ucrânia | 18–25 | 25–23 | 25–17 | 19–25 | 15–13 | 102–103 | Relatório |
| 29 jul | 19:00 | Catar   | 3–0    | Chile   | 25–21 | 25–22 | 27–25 |       |       | 77–68   | Relatório |

### Terceiro lugar
| Data   | Hora  |       | Placar |         | Set 1 | Set 2 | Set 3 | Set 4 | Set 5 | Total | Relatório |
| ------ | ----- | ----- | ------ | ------- | ----- | ----- | ----- | ----- | ----- | ----- | --------- |
| 30 jul | 16:00 | Chile | 0–3    | Ucrânia | 21–25 | 19–25 | 18–25 |       |       | 58–75 | Relatório |

### Final
| Data   | Hora  |       | Placar |         | Set 1 | Set 2 | Set 3 | Set 4 | Set 5 | Total  | Relatório |
| ------ | ----- | ----- | ------ | ------- | ----- | ----- | ----- | ----- | ----- | ------ | --------- |
| 30 jul | 19:00 | Catar | 2–3    | Turquia | 13–25 | 25–21 | 18–25 | 25–22 | 9–15  | 90–108 | Relatório |

## Classificação final
| Campeão | Vice-campeão | Terceiro lugar |
| TurquiaKaan Gürbüz · Arda Bostan · Bedirhan Bülbül · Burutay Subaşı · Mirza Lagumdzija · Arslan Ekşi · Adis Lagumdzija · Faik Samet Güneş · Mert Matić · Berkay Bayraktar · Efe Bayram · Enes Atlı · Volkan Döne · Vahit Emre Savaş | CatarYoussef Oughlaf · Papemaguette Diagne · Renan Ribeiro · Borislav Georgiev · Belal Nabel Abunabot · Mohamed Widtalla · Miloš Stevanović · Osman Abdulwahid · Nikola Vasić · Mubarak Dahi Hammad · Raimi Wadidie · Mohamed Ibrahim · Mahmoud Naji · Mohammed Alsharshani | UcrâniaTymofii Poluian · Maksym Drozd · Oleh Plotnytskyi · Yurii Synytsia · Dmytro Teryomenko · Yurii Semeniuk · Dmytro Kanaiev · Serhii Yevstratov · Vasyl Tupchii · Illia Kovalov · Vitalii Kucher · Oleksandr Boiko · Evhenii Kisiliuk · Vladyslav Shchurov |

| 4 | Chile                |
| 5 | China                |
| 6 | República Dominicana |
| 7 | Tailândia            |
| 8 | Tunísia              |

Fonte: Volleyball World